# Harriet Backer
Pour les articles homonymes, voir Backer.
Harriet Backer née le 21 janvier 1845 à Holmestrand (commune de Norvège), morte le 25 mars 1932  à Oslo, est une artiste peintre norvégienne des XIXe et XXe siècles. Peintre de paysages, d'intérieurs, impressionniste, portraitiste.

## Biographie
Elle est née en 1845 à Holmestrand en Norvège. Elle devient l'élève de Johan Fredrik Eckersberg, de 1860 à 1862, avec qui elle poursuit ses études à l'école qu'il fonde à Oslo. Après un séjour à Berlin et à Weimar, elle continue ses études en Italie où elle copie les Maîtres anciens en 1870, puis à Munich, elle découvre le thème des intérieurs, avec Lambert Linder (1841-1889), et Eilif Peterssen entre 1874 et 1878. Elle s'installe à Paris pour y travailler pendant dix ans sous la direction de Gérôme, Bastien-Lepage, Pelouse, et Bonnat, qui l'influence vers l'Impressionnisme. Elle obtient une mention Honorable au Salon de 1880 pour son tableau Solitude.
De retour à Oslo, en 1889, où elle se fixe définitivement, elle fonde une école de peinture, qu'elle dirige jusque 1910, et forme nombre de peintres.
Ses scènes d'intérieur  se remarquent par une puissante facture, notamment dans la notation des couleurs et de la lumière. Ses tableaux lumineux et expressifs, comme Pastorale (1892), la placent parmi les grands artistes de son pays. Elle meurt à Oslo en 1932 à 87 ans.

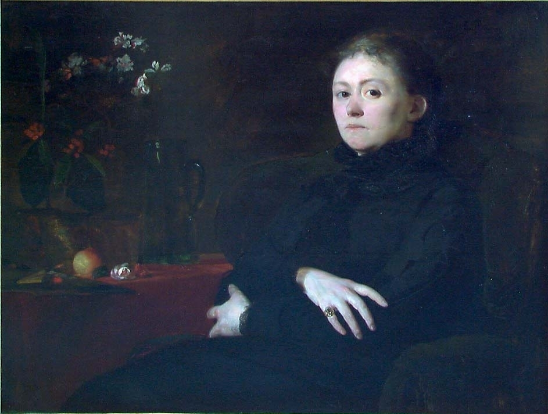
Eilif PETERSSEN, 1878, Portrait de la peintre Harriet Backer - Oslo National Museum of Art & Design

## Expositions
Elle est sélectionnée pour exposer lors de l'Exposition universelle de Paris de 1889, et y obtient une médaille d'argent. Sa première exposition personnelle est en 1907 à Christiania. Une rétrospective, intitulée Harriet Backer la musique des couleurs, lui est consacrée du 24 septembre 2024 au 12 janvier 2025 au musée d'Orsay, avec un commissariat assuré par Leïla Jarbouai et Estelle Begué. L'exposition comprend 89 œuvres, dont des peintures d'intérieurs, des portraits du monde rural, des intérieurs d’églises, etc.. Cette exposition rappelle la formation de l’artiste dans les capitales culturelles européennes de l’époque et ses engagements féministes.

## Musées
Certaines de ses œuvres sont présentes dans les musées :
- Oslo (Musée national de l'Art, de l'Architecture et du Design)
- Musée Kode de Bergen, collection Rasmus Meyer.
- Musée des Beaux-Arts de Göteborg
- Musée d'Art de Lillehammer
- Drammen Museum of Art and Cultural History

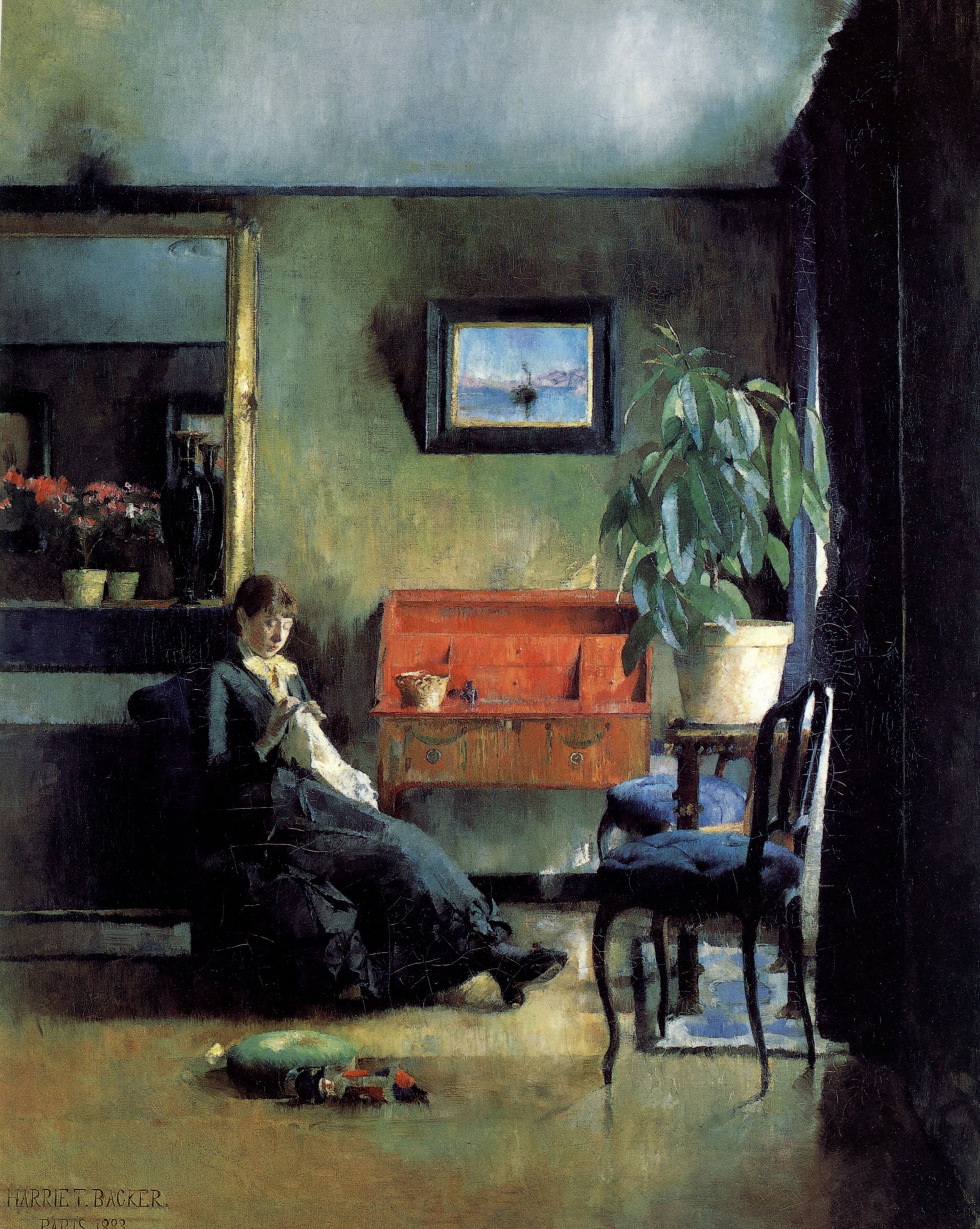
Harriet Backer, 1883, Interieur Bleu - Oslo National Museum of Art & Design
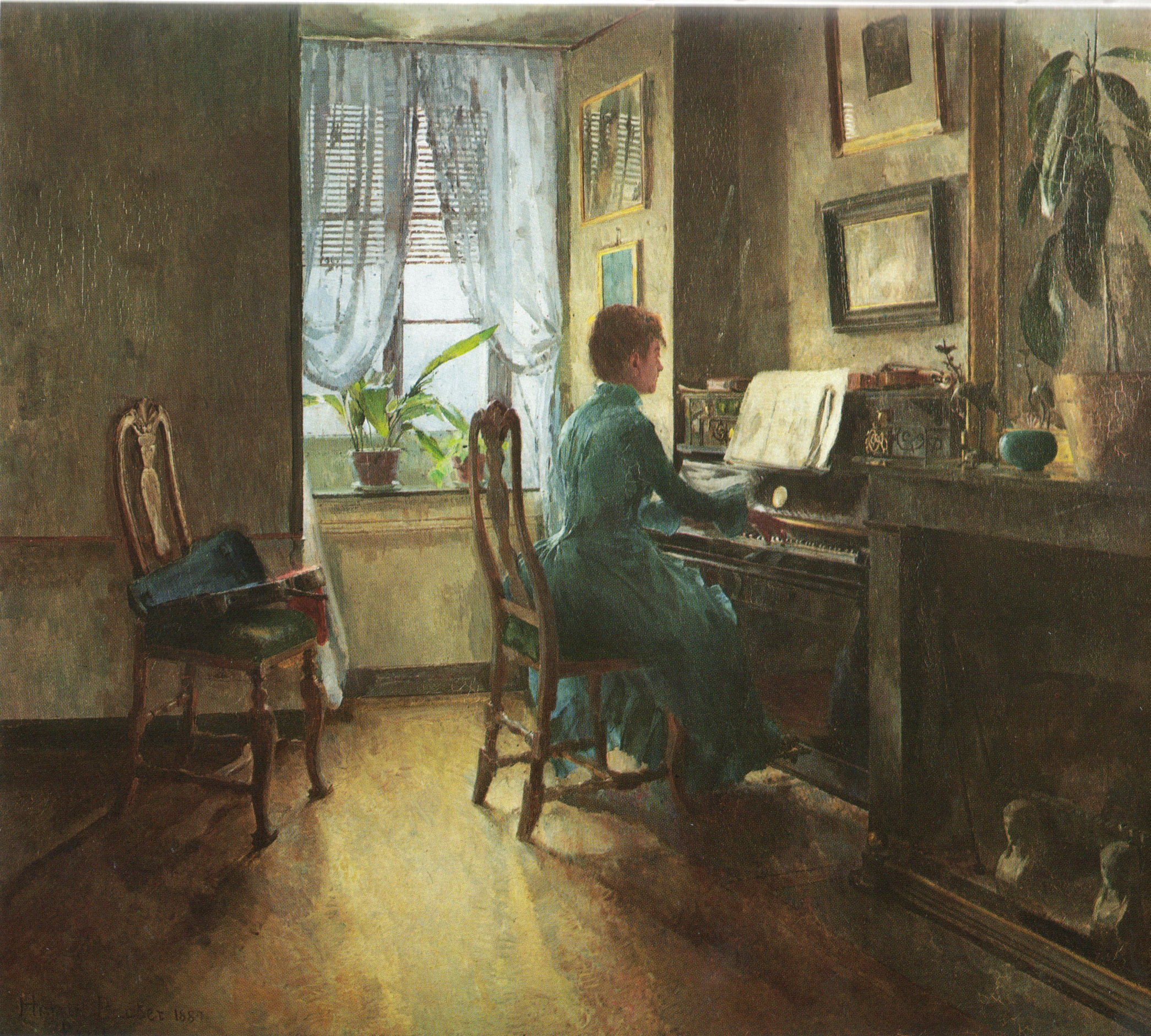
Harriet Backer 1887, Chez moi - Oslo National Museum of Art & Design
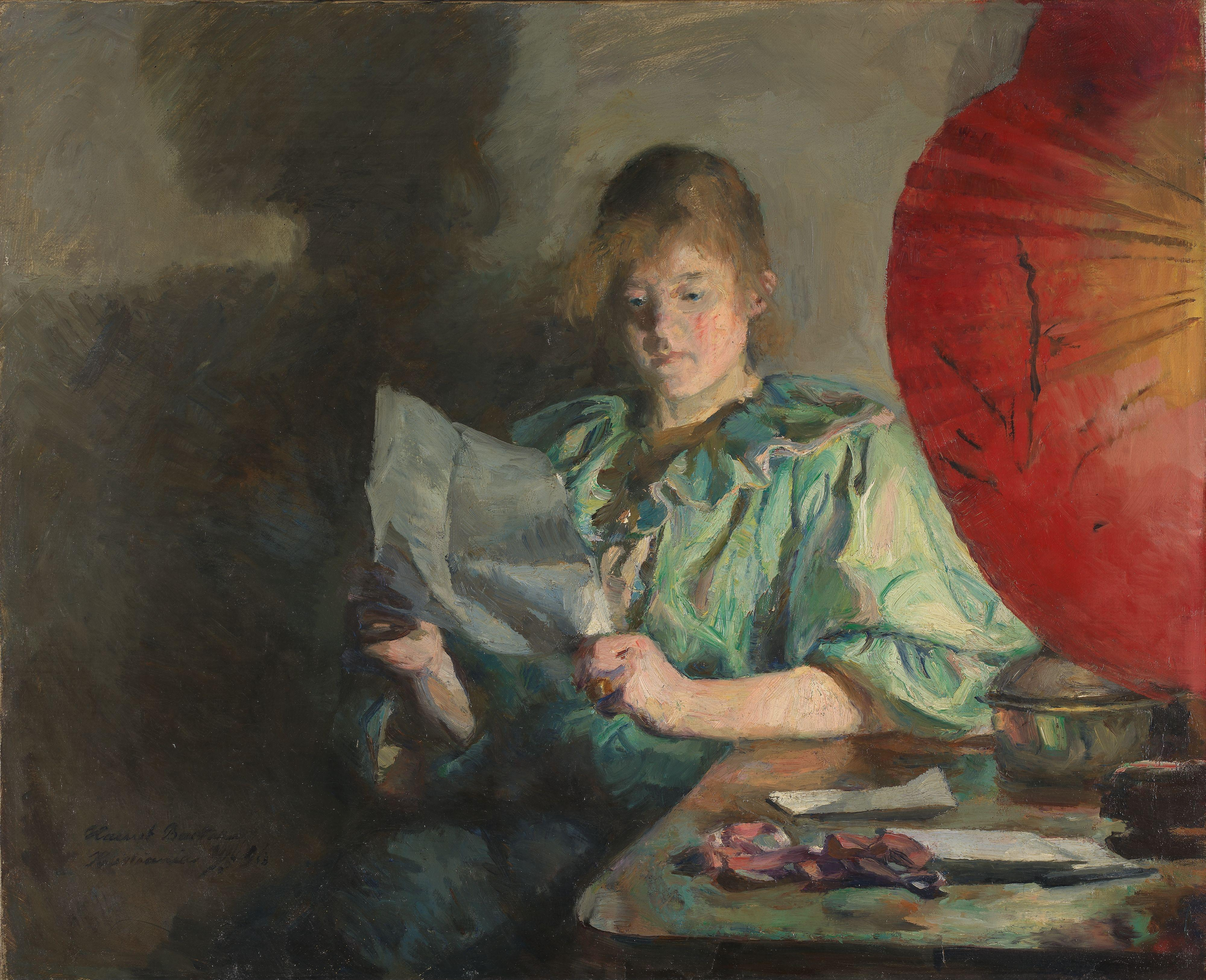
Harriet Backer, 1890, A l'interieur, le soir - Oslo National Museum of Art and Design
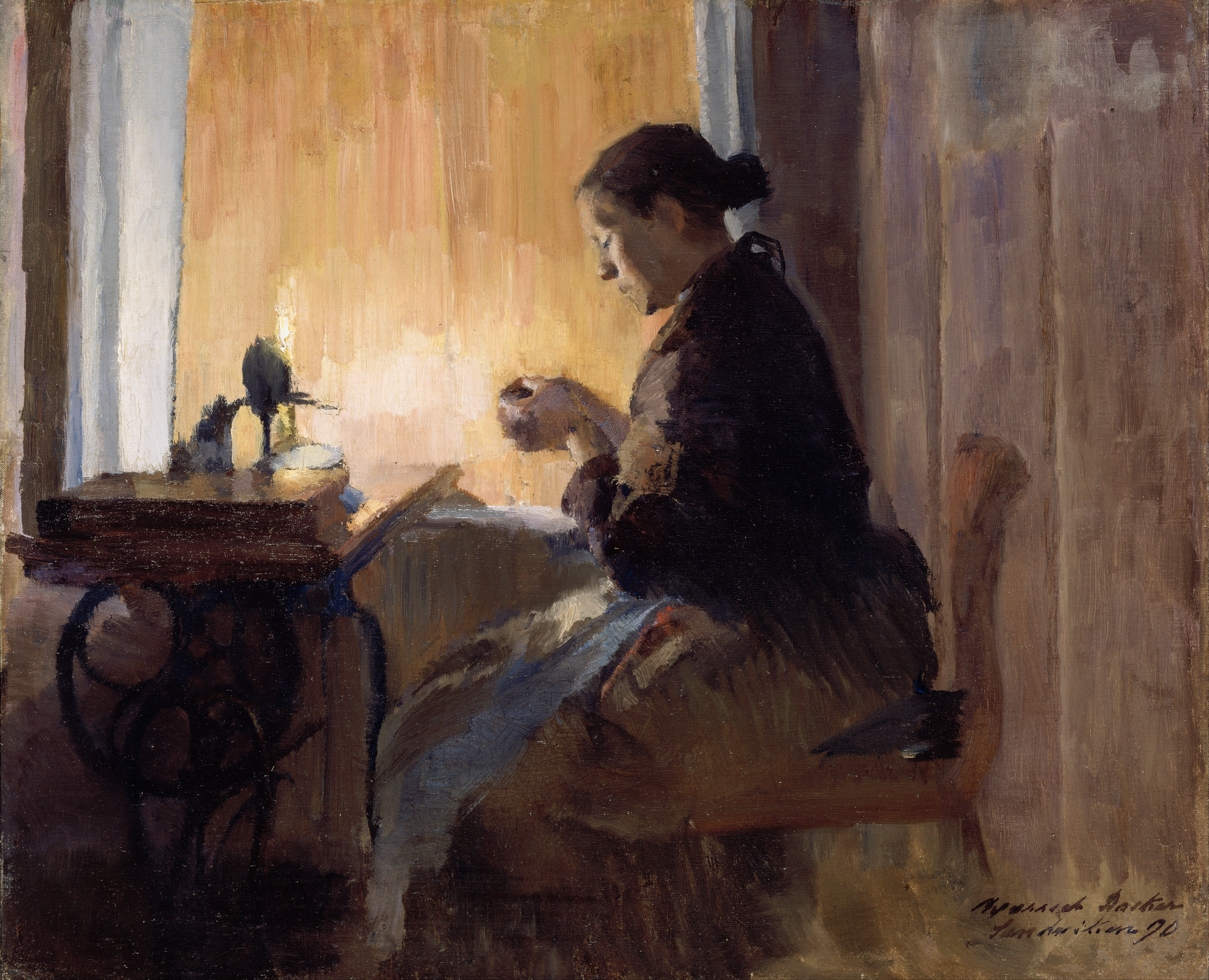
Harriet Backer 1890, A la lumière du feu - Oslo Museum of Art and Design

## Élèves
- Borghild Arnesen (1872-1950), élève en 1892
- Halfdan Egedius (1877-1899)
- Harald Sohlberg (1869-1935).